# 郑妃 (明成祖)
郑妃（1392年—1421年），名失考，朝鮮人，明成祖的皇妃。郑允厚之女。

## 生平
永乐七年（1409年）五月，宦官黄俨、海寿等人到朝鲜为明成祖选贡女。朝鲜方面选定两名女子。一是前朝大夫宜州事郑允厚之女，年十八岁（虚岁）；另一个是修义校慰忠佐特卫司侍领副司直宋琼之女，年十三岁。同年十一月，黄俨、祁保携贡女郑氏回到[朝鲜]京师。黄俨曰：“郑氏非美色，宜更求以待。”丙午，海寿于龙泉站见黄俨，授以敕书。后，黄俨曰：“时方极寒，不可以处女[贡女]行。且待春和，再来迎取，宜善自梳洗。”又曰“宜加选择”。现代研究者指，明成祖此次向朝鲜征求贡女，是在明朝与蒙古关系紧张之际，试探朝鲜:17。
永乐八年（1410年）十月，太监田嘉禾、少监海寿携带赐给朝鲜太宗的綵绢、银两等去到朝鲜，迎接郑氏:61。郑氏与父亲郑允厚，及小宦二人、女史四人，随同田嘉禾、海寿抵达北京。与其他朝鲜贡女的父亲类似，郑允厚被封为光禄寺少卿（秩四品）:17，20。此前一年，朝鲜贡女若获昭仪、婕妤的位号，父亲则“俱为光禄寺少卿”，但郑氏和另一位朝鲜贡女黄氏的封号均无从考证。《朝鮮王朝實錄》中，她和黄氏都被称为“皇妃”。中国研究者认为，她和黄氏即使没有妃嫔封号，但确实被明廷视作明成祖妃嫔:114。
郑氏进入后宫后，明成祖派黄俨前往朝鲜，以给朝鲜太宗赐药为名表达感谢。永乐九年（1411年）八月，黄俨传旨说“帝更求有姿容处女，其得郑允厚女不令朝官知，若托以答王求药物也。今赐药物，实报郑氏之赴京也。”:62
永乐十七年（1419年）八月丁酉，明朝使臣至其朝鲜娘家，赐祭其父鄭允厚。明成祖祭文如下：
爾以名族，表著東蕃。篤厚純謹，爲朕懿親。爰加顯擢，授職光祿。忠敬之誠，彌久彌篤，方期茂延壽祉，永享貴富，夫復嬰病，遽至大故。撫念親親，良深悶悼。玆特遣人賜祭，用伸朕懷。九原不昧，尙克享之。
皇妃祭文如下：

痛惟我父，篤厚忠勤。仰承敎育，至于成人。感荷國恩，作嬪宮閫。復蒙皇上推恩我父，超加顯秩，榮享貴富。方期茂延壽考，共享太平，胡玆一旦，遽成永訣？訃音遠聞，哀慟曷勝？遙致薄奠，以瀉衷情。惟靈不昧，來格來歆。
永乐十九年（1421年），郑氏与同为朝鲜籍的任顺妃因被鱼吕之乱牵连，两人皆自缢而死:32。